# Heinz Lembke
Heinz Lembke (* 24. März 1937 in Stralsund; † 1. November 1981 in Lüneburg) war ein deutscher Neonazi.

## Leben
Lembke wuchs in Stralsund auf und erlebte laut eigenen Angaben als Kind traumatische Erfahrungen bei der Einnahme Stralsunds durch die Rote Armee. Lembke besuchte die Volksschule. Von 1952 bis 1954 absolvierte er in Hagenow eine Lehre zum Forstfacharbeiter.
1959 flüchtete er aus der DDR in die Bundesrepublik Deutschland und schloss sich dort rechtsextremistischen Vereinigungen an. 1960 wurde er Mitglied des antisemitischen „Bundes Vaterländischer Jugend“ (BVJ) und avancierte innerhalb kurzer Zeit vom Aktivisten zum Vorstandsmitglied und Geschäftsführer. In einer vom „Bundesgeschäftsführer Lembke“ angelegten Sprüchesammlung für den Gebrauch im Jugendlager fand sich beispielsweise folgender Spruch: „Jude ist Jude, man kann ihn lehren, er folgt seinem Blut, folgt seinen Lehren. Aber ein Kerl, wert, daß man ihn henkt, ein Deutscher, der wie ein Jude denkt!“ Der BVJ wurde am 17. Juli 1962 bundesweit verboten. Lembke wurde ebenfalls Mitglied in der Deutschen Reichspartei (DRP), einer Vorläuferorganisation der Nationaldemokratischen Partei Deutschlands (NPD).
Nach dem Verbot des BVJ wurde Lembke Mitglied des Bundes Heimattreuer Jugend. 1974 organisierte er ihr 20. Pfingsttreffen in Dinkelsbühl.
Nach der DRP setzte er seine parteipolitischen Aktivitäten innerhalb der NPD fort, für die er bei den Kommunalwahlen in Niedersachsen am 29. September 1968 kandidierte. Von 1971 bis 1977 war er NPD-Kreisvorsitzender in Uelzen.
Bis 1978 lebte Lembke sein Interesse an Wehrsport als förderndes Mitglied der Reservistenkameradschaft 12 der Bundeswehr in Bremen aus. Die Ausbildungsveranstaltungen beinhalteten Schießen, Funken, Waffenkunde und Verhalten im Gelände.
Ende der 1970er/Anfang der 1980er Jahre trat Lembke auf zahlreichen Veranstaltungen der „Deutschen Bürgerinitiative“ von Manfred Roeder auf. Daneben organisierte er sogenannte Wehrsportübungen und wurde zum „umtriebigsten Beschaffer von Waffen für die rechten Terroristen“. So bedienten sich die Bombenleger um Peter Naumann aus Lembkes Reservoir, um Anschläge auszuführen. Neben Roeder hatte Lembke Kontakte zu Odfried Hepp, Anhänger der Wehrsportgruppe Hoffmann. In Zeitungsberichten wurde Lembke als „Scharnier zwischen der WSG-Hoffmann und Manfred Roeders Deutscher Bürgerinitiative“ bezeichnet. Laut Jürgen Pomorin unterhielt Lembke nachweislich Beziehungen zu Roeders terroristischen Deutschen Aktionsgruppen und zur „Wehrsportgruppe Hoffmann“. So suchten Roeder und die Mitglieder der „Deutschen Aktionsgruppen“ Raymund Hörnle und Sibylle Vorderbrügge nach dem Brandanschlag auf ein Übergangsheim für Flüchtlinge in Hamburg am 22. August 1980, bei dem zwei Vietnamesen getötet wurden, Lembke auf, um Sprengstoff für weitere Anschläge zu beschaffen.
Die Hinweise auf Lembke und seine umfangreichen Waffendepots resultierten aus einer polizeilichen Vernehmung von Raymund Hörnle und Sibylle Vorderbrügge einen Tag nach dem Oktoberfestattentat, in dem sie angaben, Lembke hätte ihnen Waffen, Sprengstoff und Munition angeboten. Eine Durchsuchung von Lembkes Haus blieb zunächst erfolglos. Ein knappes Jahr später entdeckten Waldarbeiter durch Zufall eines der Depots. Lembke, der Revierförster in Hanstedt-Oechtringen unweit des Truppenübungsplatzes Munster war, offenbarte im Untersuchungsgefängnis die Lage seiner 33 Waffen- und Sprengstoffdepots, deren Entdeckung bei Uelzen in der Lüneburger Heide 1981 ein breites Medienecho fand: Sie enthielten unter anderem automatische Waffen, 13.520 Schuss Munition, 50 Panzerfäuste, 156 kg Sprengstoff und 258 Handgranaten.

## Tod
Lembke stellte in Aussicht, gegenüber der Bundesanwaltschaft umfassend auszusagen. Am 1. November 1981, einen Tag vor seiner Vernehmung durch einen Staatsanwalt, wurde er jedoch mit einem Kabel erhängt in seiner Lüneburger Gefängniszelle aufgefunden. Er hatte einen handschriftlichen Abschiedsbrief hinterlassen. Die Ermittlungen wurden bald nach seinem Tod eingestellt und Lembke als Einzelgänger dargestellt, der die Waffendepots aufgrund seiner Furcht vor einer sowjetischen Invasion angelegt habe. Woher er die Waffen erhalten hatte, blieb ungeklärt. In Akten des Ministeriums für Staatssicherheit wurden abgehörte Funksprüche aufgefunden, in denen der Bundesnachrichtendienst eine Gruppe 27 anwies, „Materialverstecke“ anzulegen. Für die Vermutung, dass es sich dabei um Lembkes Waffendepots handelt, sprechen keine Indizien.
In Spurenakten zum Oktoberfestattentat steht der Vermerk „Erkenntnisse über Lembke sind nur zum Teil gerichtsverwertbar“. Solche Vermerke kommen normalerweise nur bei V-Leuten oder Mitarbeitern von Geheimdiensten vor.